# 木賊村
木賊村（とくさむら）は山梨県東八代郡にあった村。現在の甲州市大和町木賊にあたる。東八代郡の飛地となっていた。

## 地理
- 峠：天目山
- 河川：日川

## 歴史
- 1889年（明治22年）7月1日 - 町村制の施行により、近世以来の木賊村が単独で自治体を形成。
- 1941年（昭和16年）2月11日 - 日影村・田野村・東山梨郡初鹿野村・鶴瀬村と合併して東山梨郡大和村が発足。同日木賊村廃止。

## 名所・旧跡・観光スポット・祭事・催事
- 棲雲寺